# Šetalište dr. Ivše Lebovića
Šetalište dr. Ivše Lebovića je promenada u centru Bjelovara. Uz šetalište se nalaze kapelica sv. Florijana, bjelovarska gradska tržnica i bjelovarski sud.

Šetalište nosi ime velikog bjelovarskog političara i odvjetnika, Ivše Lebovića.
- Bjelovarska tržnica
- Zgrada u sklopu suda i zatvora u Bjelovaru, takozvana "Palača pravde"
- Zgrada suda u Bjelovaru u krugu šetališta.
- Dječji odjel knjižnice "Petar Preradović"
- Kapela sv. Florijana